# Paracymothoa astyanaxi
Paracymothoa astyanaxi là một loài chân đều trong họ Cymothoidae. Loài này được Lemos de Castro miêu tả khoa học năm 1955.